# ギレルモ・ナヴァロ
ギジェルモ・ナバーロ（Guillermo Navarro, 1955年 - ）はメキシコ出身の撮影監督。

## 人物
ロバート・ロドリゲスやギレルモ・デル・トロの作品を多く手がけている。
2007年、『パンズ・ラビリンス』でアカデミー撮影賞を受賞した。

## 主な撮影作品
- デスペラード Desperado (1995)
- フォー・ルームス Four Rooms (1995)
- フロム・ダスク・ティル・ドーン From Dusk Till Dawn (1996)
- ロング・キス・グッドナイト The Long Kiss Goodnight (1996)
- スポーン Spawn (1997)
- ジャッキー・ブラウン Jackie Brown (1997)
- スチュアート・リトル Stuart Little (1999)
- スパイキッズ Spy Kids (2001)
- デビルズ・バックボーン El Espinazo del diablo (2001)
- ヘルボーイ Hellboy  (2004)
- ザスーラ Zathura: A Space Adventure (2005)
- パンズ・ラビリンス El Laberinto del Fauno (2006)
- ナイト ミュージアム Night at the Museum (2006)
- ヘルボーイ/ゴールデン・アーミー Hellboy II: The Golden Army (2008)
- アイ・アム・ナンバー4 I Am Number Four (2011)
- トワイライト・サーガ/ブレイキング・ドーン Part1 The Twilight Saga: Breaking Dawn - Part 1 (2011)
- トワイライト・サーガ/ブレイキング・ドーン Part2 The Twilight Saga: Breaking Dawn - Part 2 (2012)
- パシフィック・リム Pacific Rim (2013)
- ロンドン・フィールズ London Fields (2018)
- 消えない罪 The Unforgivable (2021)

## 主な監督作品
- ハンニバル Hannibal (2013,2015) (テレビドラマ)
- ナルコス Narcos (2015) (テレビドラマ)